# Jean-René Aymes
Jean-René Aymes (Fumel, 13 de febrero de 1937 - París, 8 de noviembre de 2020) fue un historiador francés, catedrático emérito de la Universidad Sorbona Nueva-París 3 y uno de los más importantes hispanistas franceses de su generación.

## Biografía
Nació el 13 de febrero de 1937 en Fumel (Lot-et-Garonne). La Segunda Guerra Mundial le deja huérfano de padre y creció con su madre, maestra, y el apoyo de un tío. 
Estudió su bachillerato en la École Normale Supérieure de Saint-Cloud por méritos después de haber destacado dentro de la École Normale Primaire como un buen alumno. Durante esta época, al volante de un Renault 4CV, cuando descubre el placer de viajar y también es esta época cuando conoce a su futura esposa, una joven de Fontenay. Casado y con tres hijos, para principios de la década de 1970 había trabajado durante unos años en la enseñanza secundaria como agregado en español antes de convertirse en profesor en la Universidad de Caen, con la que estuvo vinculado durante nueve años (1970-1979).
En octubre de 1978 se doctoró con la tesis La déportation sous le Premier Empire. Les Espagnols en France (1808-1814)  «sobre la presencia de los prisioneros de guerra españoles en Francia durante las Guerras Napoleónicas.» Esta tesis supuso un hito como explica Jean Tulard, un gran especialista de la historia napoleónica, en el prefacio de la publicación de esta tesis doctoral en 1983.
En 1979, al quedar una vacante, fue elegido profesor en la Universidad de Tours. Esta etapa turonense se prolonga durante doce años hasta que en octubre de 1991 se incorpora a la Universidad Sorbona Nueva-París 3, donde enseñará hasta su jubilación en 2000.  
Falleció en París el 7 de noviembre de 2020 víctima de la pandemia de COVID-19.

## Obras
De entre sus numerosas publicaciones, destacando especialmente sus títulos en español, están las siguientes:
- 1973. La guerre d'Indépendance espagnole: (1808-1814). París, Bordas. ISBN 2-04-001714-3.
- 1983. Les Espagnols en France, 1808-1814. Editions de La Sorbonne. ISBN 2-85944-061-5
  - 1987. Los españoles en Francia (1808-1814). siglo XXI de España Editores. ISBN 978-84-323-0610-5
- 1986. La Guerra de la Independencia en España (1808-1814). siglo XXI de España Editores. ISBN 978-84-323-1335-6
- 1986. Aragón y los románticos franceses (1830-1860). Guara. ISBN 978-84-85303-87-8
- 1989. España y la revolución francesa. Editorial Crítica. ISBN 978-84-7423-393-3
- 1991. La guerra de España contra la revolución francesa. Instituto Alicantino de Cultura Juan Gil-Albert. ISBN 978-84-7784-918-6
- 1997. L'image de la France en Espagne (1808-1850). Presses de la Sorbonne Nouvelle. ISBN 2878541421 en colaboración con Javier Fernández Sebastián.
  - 1997. La imagen de Francia en España (1808-1850). Universidad del País Vasco. ISBN 978-84-7585-924-8
- 2000. Être espagnol. París. Presses de la Sorbonne Nouvell. ISBN 2-87854-182-0
- 2003. L'Espagne contre Napoléon: la guerre d'Indépendance espagnole (1808-1814). Paris. Nouveau monde. ISBN 2-84736-031-X
- 2003. Voir, comparer, comprendre: regards sur l'Espagne des XVIIIe et XIXe siècles. París, Presses Sorbonne Nouvelle. ISBN 2-87854-282-7
- 2003. Francia en España, España en Francia. La historia de la relación cultural Hispano-Francesa (siglos XIX-XX). Ediciones Universidad de Salamanca. ISBN 978-84-7800-678-6

- 2005. Ilustración y Revolución francesa en España. Editorial Milenio. ISBN 978-84-9743-155-2
- 2006. Las visiones francesas de la Guerra de la Independencia. Fundación Gustavo Bueno. ISBN 978-84-92993-14-7
- 2008. La Guerra de la Independencia: héroes, villanos y víctimas (1808-1814). Milenio Publicaciones ISBN 978-84-9743-260-3
- 2008. Españoles en París en la época romántica 1808-1848. Alianza Editorial. ISBN 978-84-206-8389-8
- 2008. Ilustración y liberalismo 1788-1814. Patrimonio Nacional. ISBN 978-84-7120-420-2
- 2009. La Guerra de la Independencia (1808-1814): calas y ensayos. Doce Calles. ISBN 978-84-9744-091-2

- 2011. Memorias sobre la guerra de los franceses en España. Sílex Ediciones. ISBN 978-84-7737-439-8
- 2011. Memorias sobre la guerra de los franceses en España. Servicio de Publicaciones de la Universidad de Cádiz. ISBN 978-84-9828-332-7

- 2016. La Guerra de la Independencia y la posguerra Yo, para mi desgracia, estaba allí…. Foro para el Estudio de la Historia Militar de España. ISBN 978-84-942122-9-1